# クッキンアイドル アイ!マイ!まいん! まいん歌のレシピ2
クッキンアイドル アイ!マイ!まいん! まいん歌のレシピ(2)（クッキンアイドル アイ!マイ!まいん! まいんうたのレシピに）は福原遥の2枚目アルバム。

## 内容
福原遥が主人公の柊まいんとして出演しているNHK教育『クッキンアイドル アイ!マイ!まいん!』で歌った曲を集めたオリジナル・アルバムの第2弾。16〜41曲目は長谷川智樹によるサウンド・トラック。「とどいてミラクル」はニンテンドーDS専用ソフト『クッキンアイドル アイ!マイ!まいん! ゲームでひらめき!キラメキ!クッキング』の主題歌。

## 収録曲
1. とどいてミラクル
2. タマゴはアイドル
3. 野菜・さい・さい
4. ウキウキゆでルンバ
5. ニイハオメン!
6. グルグルミックス
7. まいんのハッピークリスマス
8. クッキンマーチ
9. 情熱のマルメサンバ
10. チョコレートチア
11. まいんのフルーツシンフォニー
12. クルッとツツムくん
13. こんがりマイドリーム
14. お肉フルパワー
15. ダンス ライス ダンス
16. マインは今日も元気
17. 手早くね
18. 今日のレシピ
19. DJソルト〜その(1)〜
20. 天然ママ
21. 豪快パパ
22. ゆうさく達
23. 素敵な人?
24. クッキンボレロ
25. うれしいな～!
26. 胸がきゅんと
27. 優しい気持ちに
28. 素敵な思い出
29. 寂しいよお
30. DJソルト〜その(2)〜
31. 大急ぎで!
32. 悪巧み
33. 凹むなぁ
34. うまくいおかないかなぁ
35. 今日はダメかな?
36. がんばってるけど
37. 大丈夫?
38. 何を創ろうか?
39. パニック
40. まったりした時間
41. 楽しかったね!
42. BUGBUGダンシング
43. キッチンはマイステージ（ハッピースプリングリミックス）

作曲：吉川沙登美・吉住友里(#1)、青島利幸(#2 - 15)、TOMBOW・川田瑠夏(#42)
作曲：弘田佳孝(#1)、橋本由香利(#2 - 10, 12 - 15)、モーツァルト(#11)、川田瑠夏(#16, 42)、長谷川智樹(#17 - 41)
編曲：橋本由香利(#1 - 15)、川田瑠夏(#16)、長谷川智樹(#17 - 41)
Remix：Kohei by SIMONSAYZ(#42)